# 孫基區
9°43′57″S 76°47′12″W / 9.7324°S 76.7868°W
孫基區（西班牙語：Distrito de Shunqui），是秘魯的一個區，位於該國中部瓦努科大區的五月二日省，始建於1960年9月18日，面積32.3平方公里，海拔高度3,545米，2005年人口2,299，人口密度每平方公里71人。